# Avenir Suisse
Avenir Suisse ist eine Denkfabrik nach amerikanischem Vorbild, die von einigen multinationalen Konzernen aus der Schweiz finanziert wird. Die mit Hauptsitz in Zürich gegründete Stiftung publiziert Analysen zu wirtschafts- und gesellschaftspolitischen Themen und verbreitet ihre Agenda und Inhalte durch Veranstaltungen und in den Medien.
Avenir Suisse wird von rund 150 Unternehmen und Persönlichkeiten der Schweiz unterstützt. Geleitet wird die Denkfabrik vom Ökonomen und Journalisten Jürg Müller.
Präsident des Stiftungsrats ist seit Mai 2020 Michel M. Liès.

## Ziele und Vorgehen
Die Denkfabrik handelt nach angelsächsischem Vorbild. Sie nimmt eine dezidiert marktliberale Sichtweise ein. Dementsprechend vertritt sie die Position, dass die Probleme der Gegenwart und der Zukunft nicht in erster Linie vom Staat gelöst werden können und sollen. Dieser sollte vielmehr Rahmenbedingungen schaffen, in denen Eigeninitiative und Eigenverantwortung, Wettbewerb sowie Privateigentum gedeihen.
Im Unterschied zu einem Interessenverband beteiligt sich die Organisation nicht aktiv an Vernehmlassungsverfahren oder Abstimmungskampagnen. Vielmehr will der Think-Tank Beiträge zur wirtschafts- und gesellschaftspolitischen Meinungsbildung leisten und so den geistigen Boden für Reformen legen.
Die von Avenir Suisse lancierten Ideen sind oft kontrovers und provokativ. Das Ziel ist, Sachverhalte auf die Agenda und in die Medien zu bringen und den Diskurs in die gewünschte Richtung zu verschieben – meist nicht eine Umsetzung der vorgestellten Pläne zu erreichen. Beispiele mit Stand 2006 sind Vorschläge zur erheblichen Anhebung des Rentenalters, Kritik an Umweltschutzorganisationen, das Nutzen des Verbandsbeschwerderechts, der Vorschlag das Bildungssystem zu reformieren (einschließlich sehr viel höherer Studiengebühren) oder der Vorschlag die 26 Kantone durch einige Grossregionen zu ersetzen.

## Geschichte
Im Juli 2000 gründeten 14 internationale Schweizer Firmen, ABB, Credit Suisse Group, Groupement des Banquiers Privés Genevois, Jacobs Holding, Kuoni Holding, McKinsey Switzerland, Nestlé, Novartis, Hoffmann-La Roche, SAirGroup, Sulzer AG, Swiss Re, UBS und Zurich Financial Services, die «Stiftung Zukunft Schweiz»; die operative Tätigkeit wurde im Januar 2001 unter dem Namen Avenir Suisse unter Leitung von Thomas Held aufgenommen.
Im Jahr 2005 beschloss der Stiftungsrat, die Aktivitäten zeitlich unbefristet weiterzuführen. Hierfür wurde der ursprünglich geschlossene Kreis der Stifter geöffnet, um die ideelle und die finanzielle Basis der Stiftung nachhaltig zu verbreitern. Heute wird Avenir Suisse von rund 150 Unternehmen und Einzelpersonen aus der ganzen Schweiz unterstützt.
Am 1. November 2010 übernahm Gerhard Schwarz von Thomas Held das Amt des Direktors. Dieses übte er bis Ende März 2016 aus.
Vom 1. April 2016 bis Ende Juli 2023 war Peter Grünenfelder Direktor von Avenir Suisse.
Seit 1. August 2023 amtet Jürg Müller, früherer Wirtschaftsredaktor der NZZ, als Direktor von Avenir Suisse.

## Organisation
- Oberstes Organ ist der Stiftungsrat, der sich aus 20 bis 25 Vertretern der Wirtschaft, der Wissenschaft und des öffentlichen Lebens zusammensetzt. Er konstituiert sich selbst, wählt aus seiner Mitte den Präsidenten und ernennt die Vorsitzenden und die Mitglieder aller Kommissionen sowie den Direktor von Avenir Suisse. Zudem genehmigt er das Budget sowie den Jahresbericht und die Rechnung.

- Der Leitungsausschuss genehmigt die thematischen Schwerpunkte und überwacht das Projekt-Portfolio. Er setzt sich zusammen aus dem Präsidenten des Stiftungsrates, dem Präsidenten der Förderstiftung sowie den Vorsitzenden des Nominationsausschusses, der Finanz- und der Programmkommission. Der Nominationsausschuss evaluiert Persönlichkeiten für den Stiftungsrat, die Kommissionen und die Direktion. Die Finanzkommission prüft das Budget und die Abschlüsse zuhanden des Stiftungsrates. Die Programmkommission berät den Direktor und sein Team bei der Auswahl der zu behandelnden Themen, und er garantiert mit seiner kritischen Begleitung die wissenschaftliche Qualität der Projekte.

- Der Direktor trägt die operative Verantwortung für die Stiftung. Er definiert im Rahmen der Vorgaben die einzelnen Projekte und sorgt für die Kommunikation der Studienergebnisse. Er vertritt Avenir Suisse gegenüber Öffentlichkeit, Politik, Wirtschaft und Wissenschaft. Insgesamt arbeiten bei Avenir Suisse etwa 30 Köpfe, viele davon auf Teilzeitbasis.

## Publikationen (Auswahl)
Die Denkfabrik hat seit ihrer Gründung unter anderem folgende Monografien publiziert:
- Der Preis des Föderalismus (2002)
- Best Practice in der Schule (2003)
- Baustelle Föderalismus (2005)
- Wirtschaftspolitische Mythen (2006)
- Die IV – Eine Krankengeschichte (2007)
- Die Neue Zuwanderung (2008)
- Die AHV – Eine Vorsorge mit Alterungsblindheit (2009)
- Energiesicherheit ohne Autarkie (2010)
- Soziale Sicherheit sichern (2011)
- Der Wert der Werte (2011)
- Steuerpolitische Baustellen (2012)
- Mehr Markt für den Service Public (2012)
- Verjüngungskur für die Altersvorsorge (2013)
- Zwischen Last und Leistung (2013)
- Wegbereiterinnen der modernen Schweiz (2014)
- Bürgerstaat und Staatsbürger (2015)
- Bilateralismus – was sonst? (2015)
- Handel statt Heimatschutz (2016)
- Wenn die Roboter kommen (2017)
- Weissbuch Schweiz (2018)
- Was wäre, wenn … – 13 mögliche Entwicklungen und ihre Konsequenzen für die Schweiz (2019)
- An International Think Tank Report on Security in Europe (2020)
- Fahrplan für den Corona-Exit (2020)
- Sackgasse Re-Nationalisierung (2020)
- Den Erfolg der Schweizer Industrie weiterführen (2021)
- Report on Global Refugee Migration (2021)
- Wirkungsvolle Klimapolitik (2021)
- Perspektiven der Sicherheitspolitik (2022)
- Die Schweiz – ein Land der Subventionen (2022)
- Eine Medienpolitik für das digitale Zeitalter (2022)
- Mehr Mehrwert im Gesundheitswesen (2023)
- Vermessenes Staatswachstum (2023)
- Wann sind Medikamente zu teuer? (2023)
- Freiheitsindex (jährlich seit 2015, 2023)
- Budgetierung ausser Rand und Band (2024)
- Warme Progression schweizweit (2024)
- Berufswahl: Die letzte Meile der Gleichstellung? (2024)
- SNB: Abhängig von der Unabhängigkeit (2024)
- Altersvorsorge neu gedacht (2024)
- Über die optimale Steuerung der Zuwanderung (2024)
- Kantonalbanken: Garantiert im Vorteil (2025)